# Gehyra dubia
Espèce
Synonymes
- Peripia dubia Macleay, 1877
- Gecko grayi Steindachner, 1867
- Peripia longicaudis Macleay, 1877
- Perochirus mestoni De Vis, 1890

Statut de conservation UICN

 LC  : Préoccupation mineure
Gehyra dubia est une espèce de geckos de la famille des Gekkonidae.

## Répartition
Cette espèce est endémique d'Australie. Elle se rencontre au Queensland et en Nouvelle-Galles du Sud.
Sa présence aux Louisiades est incertaine.

## Publication originale
- Macleay, 1877 : The lizards of the Chevert Expedition. Proceedings of the Linnean Society of New South Wales, vol. 2, p. 60-69 & 97-104 (texte intégral).